# マートン・デイヴィーズ

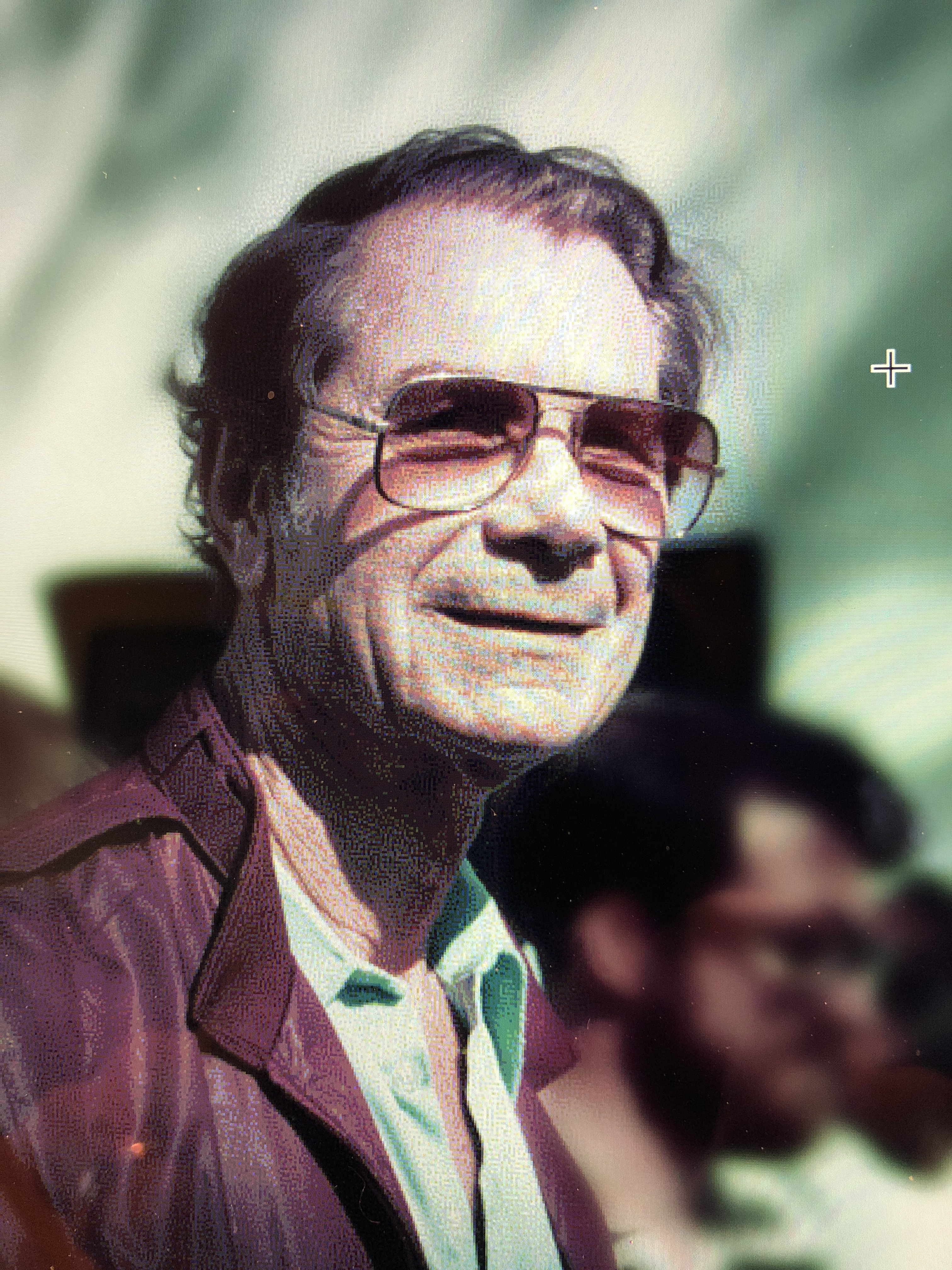
マートン・E・デイヴィーズ

マートン・エドワード・デイヴィーズ（Merton Edward Davies、1917年9月13日-2001年4月17日）は、アメリカ合衆国の天文学者である。1937年にスタンフォード大学を卒業し、1940年代はダグラス・エアクラフトで働いた。1948年にダグラスを退職すると、ランド研究所に入り、偵察衛星のパイオニアとなった。この分野の彼の仕事の大部分は、未だに分類され続けているが、2008年8月18日、彼は、コロナに使われるスピン-パンカメラを開発したことと、1950年代から1960年代に多数の国家偵察委員会に参加したことから、アメリカ国家偵察局より、国家偵察の創設者の1人とされている。
1960年代末、彼は、人工衛星から惑星研究に専門分野を変えてマリナー計画に参加し、マリナー探査機から送られてくる火星の映像の解析に携わった。彼は、火星表面をマッピングするための測地標準系の作成の責任者となり、その後は他の太陽系の惑星の研究も行った。死去の際、彼は、ガリレオ計画のトレンス・ジョンソンから「彼は独力で、他の誰よりも太陽系の観測を行った」との言葉を贈られた。
火星のクレーターであるデイヴィーズは、彼の名前にちなんで名づけられた。